# 지옥에서 온 판사
《지옥에서 온 판사》는 2024년 9월 21일부터 2024년 11월 2일까지 방송된 SBS 금토 드라마이다.

## 기획 의도
‘이제부터 진짜 재판을 시작할게! 지옥으로!’ 판사의 몸에 들어간 악마 ‘강빛나’가 지옥같은 현실에서 인간적인 열혈형사 ‘한다온’을 만나 죄인을 처단하며 진정한 판사로 거듭나는 선악공존 사이다액션 판타지

## 제작진
- 제작사: 스튜디오S
- 제작: 홍성창
- 연출: 박진표, 조은지
- 극본: 조이수

## 등장 인물
- (†) 표시는 드라마 상에서 최종적으로 사망한 인물이다.

### 주요 인물
- 박신혜: 강빛나(†)/유스티티아(오나라) 역 - 대연중부지법 형사 18부 판사, 서울대 법대 재학 중 사법시험에 동차합격하고 사법연수원을 수석 졸업한 초엘리트
- 김재영: 노봉경찰서 강력2팀 한다온형사/경위역

### 빛나의 조력자들
- 김인권(악마시절: 김상우): 구만도 역 - 서울중부지법 형사18부 실무관, 지옥에서의 이름은 발라크.
- 김아영(악마시절: 정하담): 이아롱 역 - 아르바이트생, 지옥에서의 이름은 그레모리.
- 하경민: 문동주 역 - 청소업체 운영, 지옥에서의 이름은 세이르.
- 이중옥: 김재현 역 - 청소업체 운영, 지옥에서의 이름은 단탈리온.

### 황천빌라 사람들
- 김재화: 장명숙 역 - 황천빌라 301호 거주, 빛나가 살고 있는 황천빌라의 주인.
- 박지연: 유정임 역 - 황천빌라 102호 세입자, 민준의 어머니.
- 오한결: 유민준 역 - 황천빌라 102호 세입자/정임의 아들. 중학교 3학년. 엄마 말 잘 듣고 숫기 없이 얌전한 아이.
- 김영옥: 오미자 역 (†)(가브리엘 모습: 김현목) - 황천빌라 반지하방 세입자, 폐지를 주워 생계를 유지하는 독거노인.

### 노봉서 강력 2팀 사람들
- 김혜화: 김소영 역 (†) - 강력2팀 팀장/경감, 경찰 생활 27년차 베테랑 형사. 연쇄살인마 J에게 살해당한다
- 정석용: 유홍철 팀장 역 - 노봉경찰서 강력계 형사, 소영의 빈자리를 채우러 온 강력 2팀의 새로운 팀장.
- 김지훈: 박동훈 역 - 강력2팀 형사/경사, 경찰 생활 13년차.
- 박지훈: 고은섭 역 - 강력2팀 형사/경장, 3년 차 경찰.

### 다온의 사람들
- 한상진: 주형석 역 - 죽은 소영의 남편이자 다온과 다희의 아버지, 노봉지구대 경사.
- 이가연: 주다희 역 - 중학생/죽은 소영과 형석의 딸, 호환마마보다 무섭다는 중학교 2학년.

### 정재걸 일가
- 김홍파: 정재걸 역 (†) - 5선 국회의원, 자수성가한 사업가 출신의 5선 국회의원. 선호와 태규의 아버지.
- 이규한: 정태규 역 (†) - (주)태옥산업개발 CEO, 빛나의 옛 연인. 선호의 형. 진짜 연쇄살인마 J.
- 최동구: 정선호 역(†) - 무직, 항상 눈앞의 것만 가지면 그만인 충동적인 성향에 예의라곤 지킬 줄 모르는 고삐 풀린 망아지. 태규의 남동생. 25년 전에 일어난 연주동 살인사건 진범이자 연쇄살인마 J 모방범.

### 서울 중부지법 사람들
- 이규회: 나영진 역 - 서울중부지법 법원장
- 김광규: 안대용 역 - 서울중부지법 형사17부 판사. 화선의 남편.
- 이미도: 서화선 역 - 서울중부지법 형사16부 판사. 대용의 아내.
- 도은하: 최원경 역 - 서울중부지법 형사18부 실무관, 4년 차 법원공무원.

### 기타 인물
- 박명신: 차민정의 어머니 역
- 정인기: 차민정의 아버지 역
- 박정연: 차민정 역
- 장도하: 문정준 역 (†)
- 임세주: 배자영 역(†)
- 남능미: 장순희 역
- 강신일: 원창선 역 (†)
- 양희상: 유지호 역 - 죽은 현수의 아들, 순희의 친손자.
- 미상: 유현수 역 (†) - 지호의 아버지, 순희의 아들. 자영의 남편.
- 미상: 양승빈의 아내 역 (†)
- 미상: 양승빈의 아들 역 (†)
- 미상: 양승빈의 딸 역 (†)
- 미상: 유가족 역
- 미상: 윤성 역
- 동효희: 이지혜 정신건강의학과 교수 역
- 이승철 : 최 회장 역
- 김정인 : 일진 역
- 양윤희 : 일진 母 역
- 이승주 : 원유경 역

### 특별 출연
- 오나라: 유스티티아 역
- 신성록: 바엘 역
- 양경원: 양승빈 역 (†)
- 오의식: 최원중 역 (†)
- 최대훈(악마: 윤태하[2]): 장문재 역 (†) - 악마 파이몬
- 김승화: 정주은 역 - 장명숙의 딸
- 박호산: 사탄 역 (†)

## 참고 사항
- 한국 법정물 드라마 중 〈이판사판〉, 〈미스 함무라비〉, 〈친애하는 판사님께〉, 〈악마판사〉, 〈소년심판〉에 이어 6번째로 판사가 중심이 되는 작품이며, SBS 금토 드라마 전작인 〈굿파트너〉에 이어 연속으로 방영되는 법정물이다. 다만 이들 작품과 달리 죽은 판사의 몸에 악마가 빙의하는 등 판타지 성향이 강한 것이 특징이다.[3]
- 극중 강빛나와 차민정 역을 맡았던 박신혜와 박정연은 같은 소속사 솔트엔터테인먼트에 속해있다

## 시청률
최저 시청률과 최고 시청률은 시청률 조사회사와 지역별로 시청률에 차이가 있을 수 있습니다.
| 2024년 | 2024년    | 2024년         | 2024년       | 2024년 |
| 회차   | 방송일    | 닐슨 시청률    | 닐슨 시청률  |        |
| 회차   | 방송일    | 대한민국(전국) | 수도권(서울) |        |
| ------ | --------- | -------------- | ------------ | ------ |
| 제1회  | 9월 21일  | 6.8%           | 7.2%         |        |
| 제2회  | 9월 21일  | 9.3%           | 9.8%         |        |
| 제3회  | 9월 27일  | 8.0%           | 8.5%         |        |
| 제4회  | 9월 28일  | 9.7%           | 9.8%         |        |
| 제5회  | 10월 4일  | 9.3%           | 9.2%         |        |
| 제6회  | 10월 5일  | 13.1%          | 13.5%        |        |
| 제7회  | 10월 11일 | 11.0%          | 11.1%        |        |
| 제8회  | 10월 12일 | 13.6%          | 13.7%        |        |
| 제9회  | 10월 18일 | 11.5%          | 11.7%        |        |
| 제10회 | 10월 19일 | 11.4%          | 10.9%        |        |
| 제11회 | 10월 25일 | 12.6%          | 12.5%        |        |
| 제12회 | 10월 26일 | 11.7%          | 11.5%        |        |
| 제13회 | 11월 1일  | 11.9%          | 12.0%        |        |
| 제14회 | 11월 2일  | 11.9%          | 11.3%        |        |

## 수상 목록
- 2024년 SBS 연기대상 미니시리즈 휴먼•판타지 부문 남자 조연상 (김인권)
- 2024년 SBS 연기대상 미니시리즈 휴먼•판타지 부문 여자 조연상 (김재화)
- 2024년 SBS 연기대상 미니시리즈 휴먼•판타지 부문 여자 조연상 (김혜화)
- 2024년 SBS 연기대상 베스트 퍼포먼스상 (이규한)
- 2024년 SBS 연기대상 베스트 커플상 (김재영&박신혜)
- 2024년 SBS 연기대상 미니시리즈 휴먼•판타지 부문 여자 우수연기상 (김아영)
- 2024년 SBS 연기대상 공로상 (김영옥)
- 2024년 SBS 연기대상 미니시리즈 휴먼•판타지 부문 남자 최우수연기상 (김재영)
- 2024년 SBS 연기대상 디렉터즈 어워드상 (박신혜)
- 2024년 제10회 에이판 스타 어워즈 공로상 (김영옥)

## 편성 변경
- 2024년 9월 21일: 1, 2회 연속 방송